# Heroine ni Narō ka!
Singles de Berryz Kōbō
Shining Power
(2010) Ai no Dangan
(2011)
Heroine ni Narō ka! (ヒロインになろうか!, ou Heroine ni Narou ka) est le 25e single du groupe de J-pop Berryz Kōbō.

## Présentation
Le single, écrit, composé et produit par Tsunku, sort le 2 mars 2011 au Japon sur le label Piccolo Town. Il atteint la 7e place du classement Oricon. Il sort également dans trois éditions limitées avec des pochettes différentes, notées "A" et "B" avec chacune en supplément un DVD différent, et "C" sans DVD. Le single sort aussi au format "single V" (vidéo DVD) une semaine après. La chanson-titre figurera sur l'album 7 Berryz Times qui sort à la fin du mois, ainsi que sur la compilation de fin d'année du Hello! Project Petit Best 12 et sur la compilation Berryz Kōbō Special Best Vol.2 de 2014.

## Formation
Membres créditées sur le single :
- Saki Shimizu
- Momoko Tsugunaga
- Chinami Tokunaga
- Māsa Sudō
- Miyabi Natsuyaki
- Yurina Kumai
- Risako Sugaya

## Liste des titres
Single CD
1. Heroine ni Narō ka! (ヒロインになろうか!?)
2. Hero Arawaru! (ヒーロー現る!?)
3. Heroine ni Narō ka! (Instrumental) (ヒロインになろうか!...?)

DVD de l'édition limitée "A"
1. Heroine ni Narō ka! (Dance Shot Ver.) (ヒロインになろうか!...?)

DVD de l'édition limitée "B"
1. Heroine ni Narō ka! (Dance Solo Mix Ver.) (ヒロインになろうか!...?)

Single V
1. Heroine ni Narō ka! (ヒロインになろうか!?)
2. Heroine ni Narō ka! (Close-up Ver.) (ヒロインになろうか!...?)
3. Making Eizō (メイキング映像?)